# جابر رمضانی
جابر رمضانی (زادهٔ ۱۹ آبان ۱۳۶۷) کارگردان تئاتر، نمایشنامه‌نویس و فیلم‌ساز ایرانی است. او دانش‌آموخته دانشگاه‌های سوره و تربیت مدرس است.
نمایش‌های او به غیر از ایران در کشورهای مختلفی از جمله لهستان، ایتالیا، صربستان، مالزی، روی صحنه رفته‌اند و جوایز مختلف بین‌المللی را کسب کرده‌اند. از مشهورترین آثار او می‌توان به نمایش تیم شنا برنده جایزه بهترین کارگردانی از جشنواره رم و نمایش صدای آهسته برف برنده جایزه ویژه جشنواره لهستان اشاره کرد. او در چهاردهمین دوره جشنواره بین‌المللی تئاتر دانشگاهی در چهار بخش نامزد شد و در بخش نمایشنامه‌نویسی (جایزه اکبر رادی) دیپلم افتخار را برای نمایش اسکیس دریافت کرد.
رمضانی در سال ۱۳۹۶ تئاتر نمی‌تونیم راجع بهش حرف بزنیم خود را از جشنواره تئاتر فجر پس گرفت. در سال ۱۴۰۱ نمایش مخاطب به کارگردانی او و با بازی نگار جواهریان، لیلی رشیدی و علی باقری پس از مدتی اجرا با واکنش‌هایی روبه‌رو شد که منجر به بازبینی مجدد و توقف اجرای آن شد. در این انتقادها نمایش مبتذل و نمایش‌دهندهٔ خشونت جنسی خوانده شده بود. پس از مدتی اجرای آن از سر گرفته شد.

## نقد

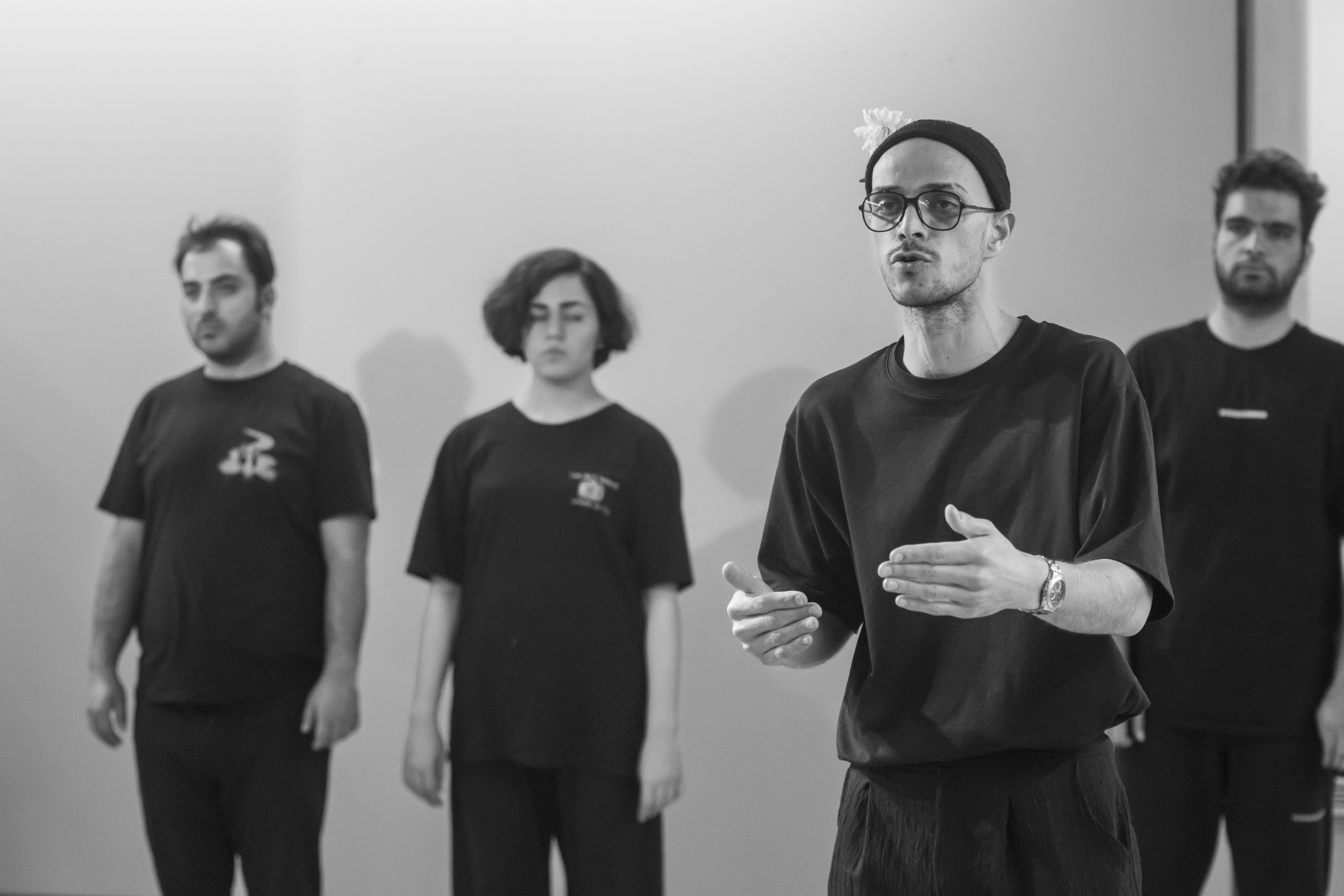
جابر رمضانی در حال آموزش تئاتر در مجموعه ای در تهران

سولماز غلامی در مجله هنر و معماری نمایش صدای آهسته برف به کارگردانی و نویسندگی رمضانی که در سال ۱۳۹۳ به نمایش درآمد را از لحاظ نویسندگی برجسته دانسته که باعث‌شده خصائص غیرانسانی شخصیت‌ها هم باورپذیر باشند و هم از لحاظ ارتباط با مخاطب نمایش را قابل توجه خوانده چراکه می‌تواند تمام حس‌های مخاطب را به‌خوبی درگیر کند.
شهرام کرمی در مجله هنرمند در نقد نمایش تیم شنا به کارگردانی رمضانی که در سال ۱۳۹۰ اجرا شد اثر رمضانی را به دلیل درک درست او از امکانات صحنه و خلق رابطه باورپذیر میان شخصیت‌ها در رابطه با مخاطب موفق ارزیابی کرده است. مخاطبان غیر فارسی‌زبان ضمن برشمردن ویژگی‌های نوآورانهٔ نمایش تیم شنا، معتقدند این موضوع می‌توانست عمق بیشتری یافته، جلا خورده و بسط پیدا کند تا بتواند به وضعیت زن پس از انقلاب ۱۳۵۷ نقب بزند.
هادی مؤمنیان در خبرگزاری فارس، نقدهای منفی واردشده به نمایش مخاطب را نادرست دانسته و مخاطب را اثری جدی و غیرمبتذل خوانده است که از قضا یکی از قابل‌توجه‌ترین آثار نمایشی چندسال اخیر است و بدون زرق‌وبرق و دکور گران‌قیمت محتوا را به مخاطب منتقل می‌کند. او بر این باور است که رمضانی گونه‌ای تئاتر بی‌چیز را با تئاتر شقاوت درآمیخته و می‌کوشد مرز بین نمایش و تماشاگر را از میان بردارد.
رضا آشفته عضو کانون ملی منتقدان تئاتر ایران در مجله هنر و معماری نمایش موی سیاه خرس زخمی به کارگردانی و نویسندگی جابر رمضانی که در سال ۱۳۹۷ روی صحنه رفت را برداشتی امروزی از هملت دانسته که می‌خواهد از قابلیت‌های این متن برای به‌تصویر کشیدن وضعیت امروز جامعه‌اش استفاده کند. او رمضانی را کارگردانی نوآور خوانده که به مهندسی نور و صدا بها می‌دهد و می‌توان در مجموعه آثار او ارزشی را که برای مشارکت مخاطب در نمایش قائل است، مشاهده کرد.
احسان زیورعالم خبرنگار فرهنگی تسنیم ضمن این‌که نمایش موی سیاه خرس زخمی اثر رمضانی را متأثر از یان کات دانسته، بر این باور است که او جایی میان یان کات و استرومایر معلق است و در نتیجه اثر خسته‌کننده شده است. او این اتفاق را تأثیر محمد چرمشیر روی نسل تازه تئاتر می‌داند.

## برای مطالعهٔ بیشتر
- گفتگوی اعتماد با جابر رمضانی در مورد فیلمسازی.
- ما نمایش رئالیستی اجرا نمی‌کنیم و خودمان هم آگاهیم.